# Gran teatro all'aperto
Il Gran teatro all'aperto Giacomo Puccini è un teatro situato a Torre del Lago Puccini, nel comune di Viareggio.
Il complesso, realizzato in cemento, legno e cristallo, sorge su di una superficie di 7.500mq all'interno del Parco della Musica di 20 ettari. Oltre ad essere il tempio dell'opera lirica, il teatro ospita spettacoli di danza classica e concerti pop-rock.

## Storia del Gran teatro all'aperto
Il complesso è il più importante teatro all'aperto della Toscana ed è legato a una delle manifestazioni estive più celebri e seguite, il Festival di Torre del Lago, che prese il via nel 1930. Grazie a celebri allestimenti pucciniani e alla partecipazione dei nomi più illustri della lirica mondiale, il festival divenne una delle manifestazioni liriche di maggior successo.
La redazione dell'attuale Teatro all'Aperto risale al 1966 quando il precedente teatro è stato spostato sul terreno bonificato situato a nord del porticciolo di Torre del Lago, sulla riva del lago di Massaciuccoli in prossimità della Villa Mausoleo di Giacomo Puccini alla quale è collegato mediante un ponticello di accesso. Nel 1994 è stato sottoposto a un intervento di restauro e di adattamento alla normativa vigente in materia di sicurezza.
Nel 2002 il Comune di Viareggio, la Fondazione Festival Pucciniano e la Regione Toscana hanno inserito il Memorial of Puccini nei loro programmi culturali prioritari, con l'obiettivo principale di costruire un teatro permanente e attrezzare tutta l'area per il libero uso dei cittadini, dei turisti, degli spettatori, realizzando un Parco della Musica.
Nel 2003 il consiglio comunale, guidato dal sindaco Marco Marcucci ha incaricato un team interdisciplinare coordinato dall'architetto Italo Insolera di progettare il nuovo complesso a scala ambientale comprendente un teatro-arena all'aperto per 3370 persone; un teatro-auditorium coperto per 500 persone; cabine regia e servizi tecnici palcoscenici; sale di prova e servizi per orchestra e attori; sale e servizi per attività didattiche; terrazze panoramiche; foyer; guardaroba; bar-ristorante; servizi sanitari e generali; padiglione per mostre, Museo Pucciniano e attività varie; uffici, direzione; parco con boschi e radure, vivaio, orto botanico con essenze del lago.
Il cantiere della CMSA, ditta vincitrice, parte il 1 febbraio 2006.
Aspetto di importanza sostanziale dal punto di vista costruttivo è l’utilizzo delle strutture in legno lamellare per sostenere gran parte della gradinata realizzata con un solaio prefabbricato e getto integrativo in cemento armato.
Sulla gradinata sono ricavati 3.370 posti a sedere del teatro, suddivisi in sette settori delimitati da otto scale di accesso, e in 5 ordini distinti, intervallati da corridoi trasversali.
Sotto la parte alta della platea è localizzato il foyer principale con la zona bar, il guardaroba ed i servizi per il pubblico; la zona ingresso si estende anche al di sotto della terrazza ovest, dove è localizzato anche l’ingresso artisti e lo spazio sosta artisti con il relativo spazio bar.
In un secondo momento, si decide di abbattere 2 delle 4 torri del progetto originario, per questioni paesaggistiche ed ambientali..
Il 15 giugno 2008 alle ore 21.30 viene inaugurato il nuovo Gran Teatro Giacomo Puccini con il grande concerto "Puccini, IV atto, le inquietudini moderniste del Maestro", diretto da Riccardo Chailly con l’Orchestra Filarmonica della Scala e del coro scaligero che vede protagonisti Martina Serafin, Svetla Vassileva, Massimiliano Pisapia, Antonello Palombi, Carlo Bosi e Ernesto Panariello..
L'intero complesso è costato 17 milioni di euro, divisi 12 per il teatro e 5 per il parco..